# Regelbetrag-Verordnung
Die Regelbetrag-Verordnung war eine Rechtsverordnung zur Regelung des Mindestunterhaltes für minderjährige Kinder.
Die Regelbetrag-Verordnung trat mit Wirkung zum 1. Januar 2008 außer Kraft. Die Mindestunterhaltsbeträge ergeben sich seitdem aus § 1612a BGB.
Die Regelbetrag-Verordnung diente als Grundlage für den Teil A der Düsseldorfer Tabelle sowie für die Bemessung des Unterhaltsvorschusses nach dem Unterhaltsvorschussgesetz (UVG). In regelmäßigen Abständen wurde sie seit 1999 alle zwei Jahre zum 1. Juli an die Entwicklung des durchschnittlichen Nettoarbeitsentgelts von Arbeitnehmern und Arbeitnehmerinnen angepasst, nicht an gestiegene Lebenshaltungskosten. Die letzte Fassung galt seit 1. Juli 2007 und unterschied die Regelbeträge in drei Altersstufen (Geburt – 6. Lebensjahr, 7. – 12. Lebensjahr, 13. Lebensjahr bis Volljährigkeit). Außerdem wurde zwischen dem Wohnsitz des Kindes in den alten (§ 1) und neuen Bundesländern (§ 2) unterschieden. Die Regelbetrag-Verordnung galt seit dem Kindschaftsreformgesetz 1998; ihre Vorgängerin war die seit 1970 gültige Regelunterhalt-Verordnung, die damals allerdings nur für den Unterhalt nichtehelicher Kinder galt.

## Beleg
1. ↑  Artikel 4 des Gesetzes zur Änderung des Unterhaltsrechts vom 21. Dezember 2007 (BGBl. I S. 3189, 3193)